# ガラスの草原
「ガラスの草原」（ガラスのそうげん）は、菊池桃子の楽曲で、自身12枚目のシングルである。1987年10月8日に発売。

## 解説
- 表題曲は、日本テレビ系列連続ドラマ『恋はハイホー!』エンディングテーマ。
- 前シングル「Nile in Blue」同様、日本テレビの『歌のトップテン』のランクイン時は登場したが、TBSテレビの『ザ・ベストテン』は一度も出演しなかった[2]。
- アイドル歌手・菊池桃子としては最後のシングル曲となり、作曲家・林哲司によるプロデュースも当シングルをもって終了した。菊池は翌1988年から「ラ・ムー」のボーカルとしてのバンド活動に移行する。
- 『レコード・コレクターズ』2020年7月号「シティポップの名曲ベスト100　1980-1989」で69位に入っている。

## 収録曲
1. ガラスの草原
  - 作詞：売野雅勇　作曲：林哲司　編曲：新川博
2. ガラスの草原（オリジナル・カラオケ）
3. OFF LIMITS
  - 作詞：田口俊　作曲：林哲司　編曲：鷺巣詩郎
4. OFF LIMITS（オリジナル・カラオケ）